# سیارک ۸۱۰۰
سیارک ۸۱۰۰ (به انگلیسی: 8100 Nobeyama، نامگذاری:1993XF) هشت هزار و صدمین سیارک کشف شده‌است که در ۴ دسامبر ۱۹۹۳ کشف شد.
قدر مطلق سیارک برابر ۱۳٫۲۰ است.